# Flughafen Oranjemund

i7
i11
i13
Der Internationale Flughafen Oranjemund (englisch Oranjemund International Airport, auch Oranjemund Logistics Aviation Base (OLAB), IATA-Code: OMD, ICAO-Code: FYOG) ist der Flughafen der Stadt Oranjemund in Namibia. Der Flughafen liegt oberhalb der Mündung des Oranje-Flusses in den Atlantik, etwa vier Kilometer südlich der Stadt und besitzt eine 1601 Meter lange Startbahn. Er wird vom Diamantenkonzern Namdeb betrieben.
Der Flughafen wurde bis 2020 im Linienverkehr von Air Namibia (seit 2021 insolvent) und Westair Aviation mit dem Flughafen Eros in Windhoek bzw. Lüderitz verbunden. Mitte 2022 bis 2024 flog Westair Aviation mit ihrer Marke FlyNamibia den Flughafen von Eros an. Westair Aviation bot zudem bis Anfang 2020 mehrmals wöchentlich Flüge zwischen Oranjemund nach Kapstadt an. Dies machte den Flughafen Oranjemund zum dritten internationalen Flughafen Namibias.
Der Ausbau des Flughafens ist geplant (Stand 2023).